# Salvador Casas i Busquets
Salvador Casas és un escriptor de novel·la negra nascut a Santa Coloma de Farners el 1953. Ha treballat com a cobrador d'autobús, empleat municipal i empleat de banca. Afeccionat a la novel·la negra, els seus autors de referència són els clàssics del gènere Patricia Highsmith, John Le Carré, Graham Greene, Raymond Chandler i Dashiell Hammett, tot i que manifesta influències del portuguès Fernando Pessoa.
Entre les seves publicacions, destaca L'impostor accidental (Columna 2007) i Temps difunt (La Comarcal 2007) que va guanyar la 7a edició del Premi Literari del Col·legi d'Advocats de Mataró, Samba per a un difunt (Editorial Gregal, 2017), finalista del III premi de novel·la negra memorial Agustí Vehi-Vila de Tiana amb Un cadàver inquiet (publicat per Crims.cat, 2018) Matrioshka (publicat per Terra Ignota 2022). Turment i glòria d'un castrato (publicat per Balèria) guanyador del premi Vila de Porreres 2023. Jo vaig robar el manuscrit Voynich (publicat Brau Edicions) que va guanyar, juntament amb Josep Torrent, el 7è premi Empordà de novel·la. Ombres al Barri Vell (publicat per Brau Edicions 2025).
Narració curta: —Negra és la nit. Premi del jurat del quart Concurs de Relats El vi fa sang2018 (publicació dels cinc relats guanyadors). —Hohicha Xocoreto. Relat del llibre Xocolata espessa, publicat per Gregal el 2018. —Una mort merescuda. Premi del VI Concurs de relats criminals Planeta Lletra 2020 de Mataró, recull publicat per Índex Edita el 2021 dintre el llibre S’ho mereixia. —Creuer mortal. Relat del llibre Oceà de contes, publicat per Terra Ignota el 2021.—El vigilant del forat negre. Relat. Guardó del concurs literari d’Aster 2021